# Liste der Kulturdenkmale in Stubben (Lauenburg)
In der Liste der Kulturdenkmale in Stubben (Lauenburg) sind alle Kulturdenkmale der schleswig-holsteinischen Gemeinde Stubben (Kreis Herzogtum Lauenburg) aufgelistet (Stand: 10. März 2025).

## Legende
In den Spalten befinden sich folgende Informationen:
- Objekt-ID: die Nummer des Kulturdenkmales
- Lage: die Adresse des Kulturdenkmales und die geographischen Koordinaten. Kartenansicht, um Koordinaten zu setzen. In der Kartenansicht sind Kulturdenkmale ohne Koordinaten mit einem roten Marker dargestellt und können in der Karte gesetzt werden. Kulturdenkmale ohne Bild sind mit einem blauen Marker gekennzeichnet, Kulturdenkmale mit Bild mit einem grünen Marker.
- Offizielle Bezeichnung: Bezeichnung des Kulturdenkmales
- Beschreibung: die Beschreibung des Kulturdenkmales
- Bild: ein Bild des Kulturdenkmales

## Quelle
- Liste der Kulturdenkmale in Schleswig-Holstein – Herzogtum Lauenburg (PDF)

- Karte mit allen Koordinaten:
- OSM |
- WikiMap